# 동담거부
동담거부(일본어: 同担拒否)는 일본어로 공유를 거부한다는 의미이다. 공유를 거부하는 것은 오타쿠(대중 문화 애호가)가 자신의 입장을 표현하는 방법 중 하나이다. 구체적으로 지지 대상이 같은 유형의 다른 팬과 공유하고 싶지 않은 대상임을 전달하는 고정 문구를 말한다. 이에 상응하여 "동담환영"(同担歓迎)이 있다.

## 개념
한마디로 아티스트를 팬들과 공유하는 것을 거부하는 개념이다. 같은 팬들끼리 어울리고 알기를 거부하는 태도다. 자니스 사무소의 팬 그룹에서 처음 나타났다. 같은 아티스트를 응원하면 '동담'(同担)이라고 한다. 동담은 '함께 책임을 진다'는 의미로, 좋아하는 아티스트를 다른 사람과 공유하지 않는다는 뜻을 표현한다. 1990년대 후반 쟈니의 팬들은 자신이 담당하는 사람이 누구인지 보여주는 명함을 들고 다녔는데, 이 명함은 공유를 거부하는 데에도 사용되었다.